# Ottó Aubéli
Ottó Aubéli (* 31. března 1975 Ostřihom) je bývalý maďarský zápasník–volnostylař.

## Sportovní kariéra
Je rodákem z města Dorog, kde začal zápasit v 8 letech v místním klubu pod vedením Ference Bacsiho. Vrcholově se připravoval v Budapešti pod vedením Istvána Gulyáse a Csabi Ubránkovicse. Specializoval se na volný styl. V maďarské reprezentaci se prosazoval od roku 2001 ve váze do 120 kg. V roce 2004 se kvalifikoval na olympijských hrách v Athénách, kde nepostoupil z náročné základní skupiny přes ruského Dagestánce Kuramagomeda Kuramagomedova. V roce 2008 se na květnové světové olympijské kvalifikaci ve Varšavě kvalifikoval na olympijské hry v Pekingu, kde prohrál ve dvou setech 0:2 s reprezentantem Slovenska Davidem Musulbesem. Po olympijských hrách ukončil sportovní kariéru.

## Výsledky
| Turnaj             | 2001 | 2002 | 2003 | 2004 | 2005 | 2006 | 2007 | 2008 |
| Turnaj             | 26   | 27   | 28   | 29   | 30   | 31   | 32   | 33   |
| Turnaj             | -130 | -120 | -120 | -120 | -120 | -120 | -120 | -120 |
| ------------------ | ---- | ---- | ---- | ---- | ---- | ---- | ---- | ---- |
| Olympijské hry     |      |      |      | úč.  |      |      |      | úč.  |
| Mistrovství světa  | úč.  | 5.   | úč.  |      | 3.   | 8.   | úč.  |      |
| Mistrovství Evropy | 4.   | 8.   | 6.   | —    | 3.   | úč.  | 5.   | úč.  |